# Slag bij Totopotomoy Creek
De Slag bij Totopotomoy Creek vond plaats tussen 28 mei en 30 mei 1864 in Hanover County, Virginia tijdens de Amerikaanse Burgeroorlog. Deze slag is ook gekend onder de naam Slag bij Bethesda Church, Crumps Creek, Shady Grove Road en Hanovertown.
Terwijl Grant opnieuw probeerde om langs de rechterflank van Lee's leger te manoeuvreren om Lee in een open slag te verslaan, zag Lee de kans om Grant een slag toe te brengen. Het vooruitgeschoven Noordelijke V Corps onder leiding van generaal-majoor Gouverneur K. Warren zou Lee aanvallen met zijn Second Corps onder leiding van luitenant-generaal Jubal Early. Early’s divisies, aangevoerd door de generaal-majoors Robert E. Rodes en Stephen Dodson Ramseur dreven de Noordelijken terug tot de Shady Grove Road. Ramseurs opmars werd gestopt door geconcentreerd geweer- en artillerievuur. Grant gaf het bevel tot een ondersteunende aanval langs de volledige Zuidelijke slaglinie die achter Totopotomoy Creek lag. Enkel het II Corps van generaal-majoor Winfield S. Hancock stak de rivier over en werd al snel terug geslagen. Na een onbesliste strijd zetten de Noordelijken hun opmars verder naar Cold Harbor.

## Achtergrond

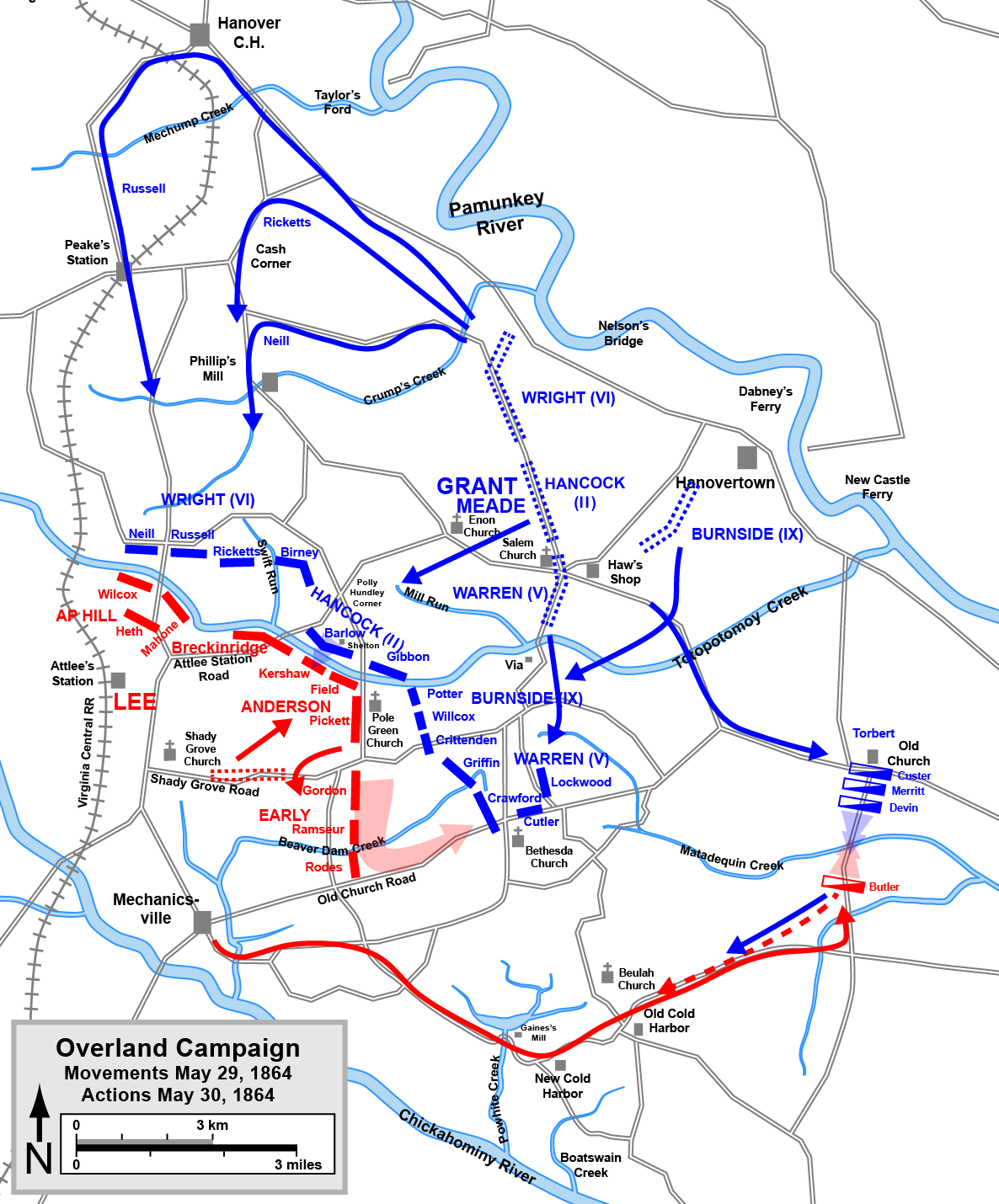
Bewegingen door beide opponenten tijdens de Overland-veldtocht tussen 28 en 30 mei 1864

Nadat Grant zich had losgemaakt van de stellingen tegenover Lee na de Slag bij North Anna, begon Grant opnieuw aan een omtrekkende beweging langs Lee's rechterflank. Het Noordelijke leger marcheerde langs de Pamunkey River om zijn bewegingen te maskeren en tegelijkertijd een opportuniteit te forceren om Lee's linies te doorbreken. Op 27 mei had de Noordelijke cavalerie een bruggenhoofd gevormd ten zuiden van de rivier bij Hanovertown Ford. Terwijl de Noordelijke infanterie de rivier overstak, vocht de cavalerie van beide partijen een slag uit bij Haw's Shop op 28 mei.
Lee's Army of Northern Virginia was er slecht aan toe. Hoewel Lee waardevolle informatie had ontvangen na de Slag bij Haw's Shop over de posities van het Noordelijke leger had het Zuidelijke leger een chronisch gebrek aan voorraden. Het Noordelijke leger had met succes de Virginia Central Railroad aangepakt en herstellingen kosten tijd. Door de voortdurende acties was de sterkte van Lee's leger sterk achteruit gegaan. Hij stuurde een boodschap naar generaal P.G.T. Beauregard om versterkingen te krijgen. Het 12.000 man sterke leger van Beauregard had met succes het Noordelijke leger onder leiding van generaal-majoor Benjamin Butler opgesloten tijdens de Bermuda Hundred-veldtocht. Beauregard weigerde aanvankelijk om versterkingen te sturen. Via president Jefferson Davis kon Lee toch 7.000 soldaten van Beauregard krijgen onder de vorm van de divisie van generaal-majoor Robert Hoke.
Op 29 mei zette Grants leger nog altijd de opmars verder in zuidwestelijke richting. Omdat zijn cavalerie op andere plaatsen werd gehouden, stuurde Grant zijn infanterie eropuit om te verkennen. Het II Corps van generaal-majoor Winfield S. Hancock marcheerde langs de Richmond-Hanovertown Road richting Totopotomoy Creek. Toen Hancock de sterke defensieve stellingen van Zuidelijken zag, liet hij zijn manschappen zich eveneens ingraven langs de andere oever. Het V Corps van generaal-majoor Gouverneur K. Warren breidde de Noordelijke linie uit langs de linkerflank van Hancock. De divisie van brigadegeneraal Charles Griffin trok de Creek over naar de Shady Grove Road. Het VI Corps van generaal-majoor Horatio G. Wright werd in noordwestelijke richting gestuurd richting Hanover Court House. De voorste divisie was die van brigadegeneraal David A. Russel. Het IX Corps van generaal-majoor Ambrose Burnside werd bij Haw's Shop in reserve gehouden. Sheridans cavalerie bevond zich op dit moment bij Old Church.
De Zuidelijke linie bestond van links naar rechts uit het korps van luitenant-generaal A.P. Hill, de onafhankelijke divisie van generaal-majoor John C. Breckinridge, het korps van generaal-majoor Richard H. Anderson en die van luitenant-generaal Jubal A. Early. Enkele schermutselingen uitgezonderd werd er die dag geen strijd geleverd.

## De slag

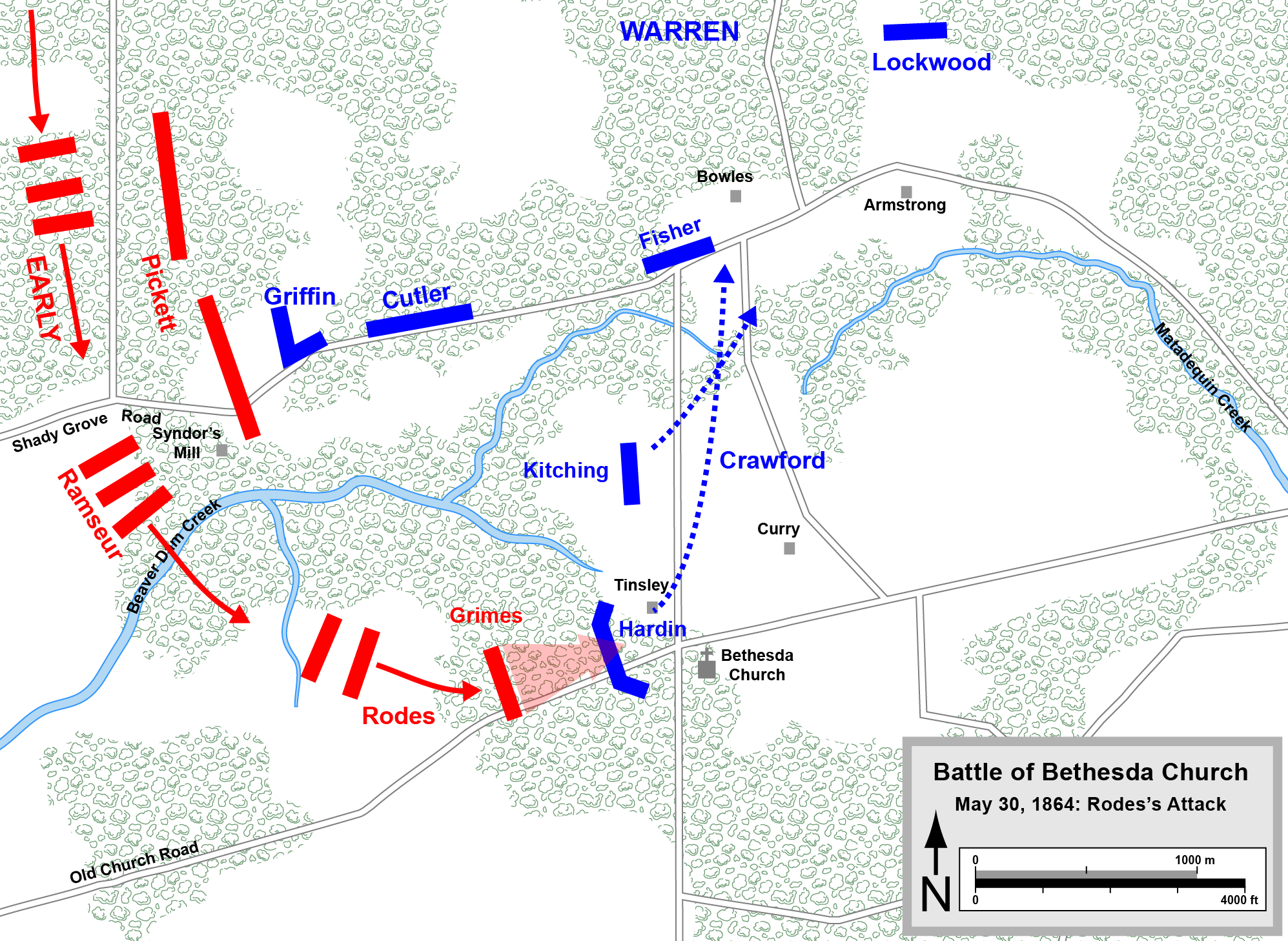
De aanval van Rodes

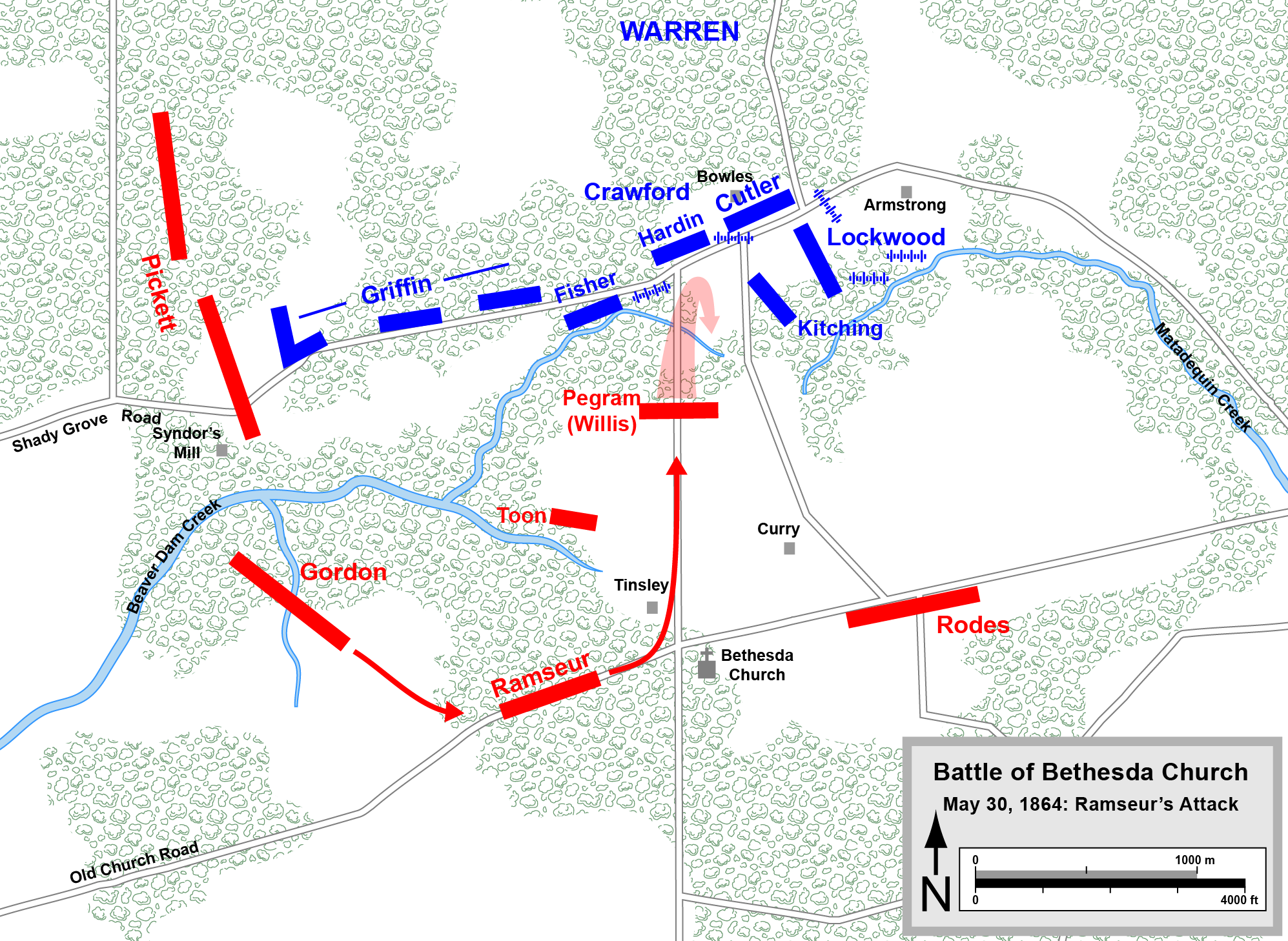
De aanval van Ramseur

Op 30 mei gaf Grant het bevel tot een algemene opmars. Wrights korps diende in zuidelijke richting A.P. Hill aan te vallen op de Zuidelijke linkerflank. Hancock nam het vijandelijke centrum voor zijn rekening en diende af te rekenen met Breckinridge. Warren nam Early voor zijn rekening langs de Shady Grove Road. Wrights opmars liep vast in de moerassige grond bij Crumps Creek waardoor het VI Corps vertraging opliep tot in de late namiddag. Hancocks voorposten veroverden enkele van de vooruitgeschoven schuttersputjes van Breckinridge, maar geraakten ook niet veel verder. Generaal-majoor George G. Meade gaf het bevel aan Burnsides reservekorps om Hancock bij te staan. Ze arriveerden echter te laat om van enig nut te kunnen zijn. Op de Noordelijke linkerflank liet Warren de rest van zijn V Corps de Creek oversteken waarna ze zich opstelden langs de Shady Grove Road. Ze begonnen in westelijke richting langs de weg de vijandelijke linies af te tasten. De divisie van Griffin beet de spits af gevolgd door die van generaal-majoor Samuel W. Crawford en brigadegeneraal Lysander Cutler.
Lee interpreteerde deze bewegingen als de voortzetting van Grants algemene strategie om langs de Zuidelijke rechterflank te manoeuvreren in zuidoostelijke richting. Hij gaf het bevel aan Early’s korps, die langs de voor Warren lag om het V Corps aan te vallen met steun van Andersons korps. Early werkte het plan uit om de divisie van generaal-majoor Robert E. Rodes via een flankeerbeweging langs de Old Church Road te sturen en dan in noordelijke richting bij Bethesda Church te draaien om in de achterhoede van Warren terecht te komen.
Terwijl het V Corps langzaam vorderde, was Warren bezorgd over zijn linkerflank. Hij stuurde Crawfords divisie in zuidelijke richting langs de Old Church Road. Daar aangekomen wierpen ze simpele borstweringen op. Crawford stuurde de brigade van kolonel Martin D. Hardin naar voor. Rechts van hen rukten twee onervaren regimenten van kolonel J. Howard Kitching mee op. Rond de middag botsten Rodes geharde veteranen op de Noordelijken en verjoegen hen. Door deze paniekerige aftocht klapte de volledige divisie in elkaar waardoor de linkerflank van het V korps volledig bloot kwam te liggen.
Rodes verloor echter de controle over zijn manschappen die verder oprukten dan hun was opgedragen en uiteindelijk volledig gedesorganiseerd raakten. Rodes aarzelde om Early’s plan verder uit te voeren. Hij diende in noordelijke richting op te rukken om de achterhoede van Warren te raken. Het grootste deel van Early’s korps was nog in beweging en liep vertraging op. Ondertussen draaide Warren zijn korps in zuidelijke richting om Early op te vangen. Crawford hergroepeerde eveneens zijn soldaten. Griffins divisie kwam naar voren ter ondersteuning van Crawford. Ook de artillerie van het V Corps, onder leiding van kolonel Charles S. Wainwright nam zijn posities in ten noorden van de Shady Grove Road op Crawfords linkerflank. Griffins divisie groef zich in op Crawfords rechterflank.
Generaal-majoor Stephen Dodson Ramseur van Early’s korps (pas benoemd tot divisiecommandant) viel zonder nadenken de Noordelijke artillerie aan om 18.30u. Hoewel de aanval niet goed voorbereid was, gaf Early met tegenzin de goedkeuring voor deze aanval. Gordons divisie diende zich nog op te stellen en kon dus de aanval niet ondersteunen. Rodes’ manschappen waren in eerste instantie bezig om de Zuidelijke rechterflank te ondersteunen en te beschermen. Ramseurs brigade onder leiding van brigadegeneraal Thomas F. Toon werd vastgepind door Noordelijke geweervuur op zijn linkerflank. Daarom was Pegrams brigade de enige die de aanval inzette. Deze werd geleid door kolonel Edward Willis. Ondanks hevig geweer- en kanonvuur raakten ze tot op 50 m van de Noordelijke slaglinie. Toen Willis dodelijk getroffen werd, trok de brigade zich terug naar zijn uitgangspositie.
Meade gaf het bevel tot een algemene aanval langs de volledige slaglinie om de druk op Warren te verlichten. Geen enkele van zijn korpscommandanten kon echter onmiddellijk gehoor geven aan dit bevel. Toch waren Warrens soldaten erin geslaagd om zich zonder verdere kleerscheuren uit hun situatie te redden. De tegenvallende aanval van Ramseurs divisie hield Early tegen om de opmars verder te zetten. Hij liet zijn korps zich over een kleine afstand in westelijke richting terug trekken.
Terwijl de infanterie strijd leverde, botsten de twee cavalerie-eenheden van de opponenten opnieuw op elkaar bij Old Church.

## Gevolgen
De Noordelijken verloren 679 doden en gewonden en 52 krijgsgevangenen tegenover 811 doden en gewonden en 348 krijgsgevangenen bij de Zuidelijken.
Naast het verlies van kolonel Edward Willis sneuvelde ook brigadegeneraal James B. Terril.
Lee had ondertussen inlichtinge ontvangen dat Grant versterkingen verwachtte. Net toen Hoke's divisie in Lee's richting marcheerde, werd het Noordelijke XVIII Corps overgeplaatst van Butlers Army of the James naar het Army of the Potomac. Indien dit korps naar Cold Harbor zou oprukken en Grants linkerflank zou uitbreiden, dan kon Lee deze dreiging niet inperken. Lee stuurde generaal-majoor Fitzhugh Lees cavalerie naar het kruispunt bij Cold Harbor.
Op 31 mei stak Hancocks II Corps opnieuw de Totopotomoy Creek over om tot de vaststelling te komen dat de defensieve stellingen van Lee nog niet veranderd waren. Om een nieuwe loopgravenoorlog te vermijden begon Grant tijdens de nacht van 31 mei zijn korpsen in zuidelijke richting naar Cold Harbor te sturen.

## Aanbevolen literatuur
- Furgurson, Ernest B. Not War but Murder: Cold Harbor 1864. New York: Alfred A. Knopf, 2000. ISBN 0-87945-517-9
- Jaynes, Gregory, and the Editors of Time-Life Books. The Killing Ground: Wilderness to Cold Harbor. Alexandria, VA: Time-Life Books, 1986. ISBN 0-8094-4768-1.
- Trudeau, Noah Andre. Bloody Roads South: The Wilderness to Cold Harbor, May–June 1864. Boston: Little, Brown & Co., 1989. ISBN 978-0-316-85326-2.